# 6-я мотострелковая бригада
6-я мотострелковая бригада — воинское соединение СССР в Великой Отечественной войне.

## История
По директивам № УФ 2/88 — УФ 2/90 от 15 апреля 1942 г. командование Западного фронта приступило к формированию 5-го и 6-го танковых корпусов. В состав последнего входила 6-я мотострелковая бригада, сформированная в апреле 1942 года в Приволжском ВО на базе 173-й отдельной стрелковой бригады. Бригада формировалась по штату № 010/370-010/380. В апреле 1942 г. директивой заместителя НКО № Орг./I/2303 в состав бригады мотострелковой бригады корпуса по штату № 04/218 была введена инженерно-минная рота численностью 106 человек. По утверждению Михаила Слободяна, на момент формирования личный состав бригады в основном состоял из курсантов военно-воздушных училищ:

Личный состав бригады — на редкость: почти все, за небольшим исключением, вчерашние курсанты военно-авиационных училищ, будущие штурманы, младшие авиаспециалисты. Многим совсем мало оставалось до окончания учёбы, но что поделаешь, армия испытывала острую необходимость в совершенно иных родах войск, больше, видимо, в то время нужна была пехота.— Слободян М.О. Путь к Берлину. — Львов: «Каменяр», 1987.
.
В конце апреля 1942 года бригада передислоцировалась в Малоярославец, где размещалась 6-й танковый корпус.
Формирование бригады и вливание в 6-й танковый корпус проходило в короткие сроки и с большими трудностями. 25 мая 1942 года комиссия Народного комиссариата обороны СССР под председательством генерал-майора танковых войск Н. Ф. Фекленко, проверявшая готовность корпуса, сделала вывод: «22, 100 и 200-я танковые бригады боеготовы, 6-я мотострелковая бригада — не сколочена, не готова к боевым действиям. Состояние оружия и машин хорошее. 6-й танковый корпус в основном боеготовен и может выполнять боевые задачи». О предстоящих боевых задачах лучше всего сказал командир корпуса А. Л. Гетман: 

Вся боевая подготовка у нас строилась соответственно наступательным задачам, для выполнения которых и создавались танковые корпуса— Гетман А. Л. Танки идут на Берлин. — М.: «Наука», 1973.
.
25 октября 1943 преобразована в 27-ю гвардейскую мотострелковую бригаду на основании Приказа НКО № 306 от 23.10.1943 г. и Директивы ГШ КА № Орг/3/141088 от 30.10.1943 г.

### В составе Действующей Армии
- 25.05.1942 — 01.02.1943
- 12.02.1943 — 12.03.1943
- 28.04.1943 — 19.09.1943

Принимала участие в составе 6-го танкового корпуса в следующих операциях Великой Отечественной войны:
- Первая Ржевско-Сычёвская операция (Погорело-Городищенская операция) — 30.07.1942 — 23.08.1942;
- Вторая Ржевско-Сычёвская операция (операция «Марс») — 25.11.1942 — 20.12.1942;
- Старорусская операция — 4.03.1943 — 19.03.1943;
- Курская стратегическая оборонительная операция — 05.07.1943 — 23.07.1943;
- Белгородско-Харьковская операция (операция «Румянцев») — 03.08.1943 — 23.08.1943;

### Погорело-Городищенская операция (Первая Ржевско-Сычёвская операция)

#### Общие условия и подготовка
6-я мотострелковая бригада участвовала в Первой Ржевско-Сычёвской операции в составе 6-го танкового корпуса Западного фронта. 6-й танковый корпус входил во фронтовую подвижную группу под командованием И. В. Галанина. 12 июля командующий Западным фронтом приказал выдвинуть соединения корпуса в район Михалево — Раменье — Полежаево (расположенный к северу от Шаховская (станция)) к 3 часам 16 июля, после чего войти в состав фронтовой подвижной группы. 31 июля корпус получил приказ и в ночь начал выдвижение в исходный район.
По плану операции 6-й танковый корпус должен был вводится в прорыв на второй день наступления на стыке 31-й и 20-й армий в районе Погорелое Городище в полосе 251-й стрелковой дивизии полковника Б. Б. Городовикова. Ввод в прорыв должен был проводится после введения в прорыв армейских подвижных групп. Полоса прорыва 20-й армии составляла 8 км в которой было сконцентрировано 978 орудий и 16 дивизионов реактивной артиллерии. В связи с тем, что войскам предстояло форсировать водные преграды, они были усилены инженерными частями и понтонно-переправочными средствами. Важно отметить, что во время подготовки и проведения наступления шли проливные дожди и это сильно повлияло на действие советских войск. Генерал Н. М. Хлебников вспоминал:

Кто наступал тогда, в низинах и болотах под Ржевом, вряд ли забудет эти дни. Вода льет потоками сверху, вода пробивается снизу, моментально заполняя свежевырытые окопы. Во влажных испарениях, в тумане, идет пехота. Ноги вязнут в чёрном жидком месиве так прочно, что кирзовые сапоги прихватывает, как клещами. Артиллеристы впрягают десяток лошадей, чтобы вытащить легкую 76-мм пушку, но и это не помогает. Лошади садятся в грязь едва ли не по брюхо, их приходится вытаскивать веревками. Грязь была нашим главным врагом, она заставила нас терять массу времени на преодоление каждого километра.

#### 2-4 августа Начало наступления
Начало наступления планировалось на 2 августа, но проливные дожди вынудили перенести срок на 4 августа. Уровень реки Дёржа, по которой проходила линия фронта на участке прорыва, резко повысился. Потоком снесло два из четырёх мостов. Глубина бродов, составлявшая обычно 0,2-0,7 м, увеличилась до 2-2,5 м, сделав их непроходимыми. Учитывая, что реку должно было пересечь несколько сотен танков, а также несколько тысяч орудий и миномётов, погодные условия оказались не в пользу наступающих.
Наступление началось из района Погорелое Городище 4 августа 1942 года в 6.15. Полуторачасовая артподготовка и последующее наступление оказались совершенно неожиданными для противника. В результате фронт был успешно прорван и ударная группировка заняла первую и вторую линии обороны противника на фронте 15 км продвинувшись до темноты на 6-8 км в глубину. С ходу были заняты Погорелое Городище, Губинка и форсирована река Дёржа. Армейская ударная группа генерала А. Ф. Бычковского к 16 часам достигла района Старое — Ревякино. Группа полковника Армана достигла Кондраково, а передовые части подошли к Праслово. Несмотря на то, что наступление продолжалось всю ночь целей первого дня достичь не удалось.

#### 5 августа
6-я мотострелковая бригада вместе с частями 6-го танкового корпуса начала выдвижение из исходного района Салино — Ульяново в 20 часов 4 августа. Бригада выдвигалась по маршруту в направлении Карабаново — Старое следом за 200-й танковой бригадой. Корпус сосредоточился у реки Дёржи севернее Погорелого Городища. Переправы были разрушены вражеской авиацией, но приданные инженерные и понтонные части обеспечили переправу танковой бригады к 12-13 часам. Танковому корпусу была поставлена задача к 18 часам достигнуть района Гнездилово — Хлепень и овладеть переправами через реку Вазуза. Однако, в реальности передовому отряду под командованием командира 100-й танковой бригады полковника Н. М. Иванова, состоявшему из одного батальона 6-й мотострелковой бригады, 100-й танковой бригады и двух противотанковых батарей, удалось достичь района Костино — Бровцево. Попытка прорвать оборону совместно с частями 251-й стрелковой дивизии не увенчалась успехом.

#### 6 августа
Пока 6-я мотострелковая бригада, в составе передового отряда, активно действовала в направлении Костино — Вазуза, 6-й танковый корпус, выдвинул свои главные силы в район Зеновское — Засухино — Старое, должен был, не задерживаясь, выступить на Копылово, и в дальнейшем ему предстояло нанести удар в направлении Малое Кропотово и овладеть районом Кривцово — Мостищи — Березовка — Кузьмино, расположенным на меридиане Ржева. Ни бригада, ни корпус не смогли выполнить поставленную задачу. Эту задачу фронт решал до конца 1942 года.
Во второй половине дня основные силы 6-го танкового корпуса вступили в бой с противником. Передовой отряд корпуса, включавший 6-ю мотострелковую бригаду и 200-ю танковую бригаду, после ожесточённого боя ворвался в Буконтово и вышел на восточный берег Вазузы. К 20 часам к Вазузе вышли основные силы фронтовой подвижной группы.
К сожалению, противник при отходе взорвал мосты и тем самым лишил советские войска возможности переправить технику на западный берег Вазузы. В сложившейся обстановке командир 6-го танкового корпуса Гетман решает строить мост. Однако, немецкая авиация разрушила намечавшийся мост. Тогда Гетман принимает решение переправить через Вазузу 6-ю мотострелковую бригаду на подручных средствах. В журнале боевых действий сказано: «60 процентов личного состава 6-й мотострелковой бригады было переправлено на западный берег Вазузы без всякого оружия и минометов. Построенный мост (ряжевый) снесло, переправа идёт на плотах. Остальные бригады сосредоточились в лесу южнее Старого Березуя».
В тот же день мост удалось навести и на западный берег переправились остатки 6-й мотострелковой бригады и 200-я танковая бригада. Переправившись, с ходу, части повели наступление в направлении Гредякино — Щеколдино — Кортнево. Но едва продвинувшись на 2-3 км, они столкнулись с подошедшими резервами противника. У населённых пунктов Холм-Березуйский, Гредякино и Васильки немцы перешли в контратаку, в результате которой 6-я мотострелковая и 200-я танковая бригады потеряли 17 лёгких танков и более 350 человек убитыми, ранеными и пропавшими без вести. С наступлением темноты бой прекратился, советским частям удалось удержать небольшой плацдарм на западном берегу Вазузы.

#### 7 августа
7 августа на подступах к Вазузе развернулось встречное сражение между советскими танковыми корпусами и 1-й и 5-й танковыми дивизиями противника.

#### 8 августа
В ночь с 7 на 8 августа шёл проливной дождь, что негативно сказалось на состоянии дорожной сети и системе снабжения войск. Из-за нехватки топлива части группы Армана наступали отдельными танковыми группами для которых топливо сливалось с остальных машин. Мотострелковые части должны были действовать, как пехота.
В 17 часов подразделения 6-й мотострелковой бригады и 200-й танковой бригады по разведанным бродам и на переправочных средствах 923-го стрелкового полка 251-й стрелковой дивизии форсировали Вазузу в районе Золотилово.
В результате двудневных ожесточённых боев 6-й танковый корпус и взаимодействовавшие с ним подразделения стрелковых дивизий не только отразили все контратаки врага, но и расширили плацдарм. Противник был выбит из Кортнево, расположенного на берегу Осуги, и из находящихся в междуречье населённых пунктов Васильки, Логово.

#### 9 августа
9 августа из состава фронтовой подвижной группы был выведен 8-й танковый корпус в подчинение 20-й армии, наступавшей на кармановском направлении. Вследствие этого в ударной группировке, наступавшей на Сычёвку, остался один танковый корпус — 6-й. Ему предписывалось совместно с 251-й стрелковой дивизией наступать дальше, расширяя плацдарм.
9 августа 6-й танковый корпус, наступая совместно с 251-й стрелковой дивизией вели встречные бои против 5-й танковой дивизии и частей 253-й и 161-й пехотных дивизий противника, расширяя на 2-3 километра плацдарм на западном берегу Вазузы от Логово и Тимонино к реке Осуга.

Особенно отличились в этих боях 200-я танковая бригада (командир полковник Москвин И. Г.) и 6-я мотострелковая бригада (командир полковник Есипенко И. Т.) 6-го танкового корпуса.— Сандалов Л.М. Погорело-Городищенская операция. — М: Военное издательство Министерства обороны Союза ССР, 1960.
В целом результаты боёв 9-го августа навряд ли можно назвать успешными и по оценке Л. М. Сандалова «Успехи наших войск ограничились лишь захватом небольших плацдармов на реках Вазуза и Гжать». Эти слова следует отнести в том числе и к успехам 6-й мотострелковой бригады.

#### 10 августа
Командование 20-й армии на 10 августа поставило задачу 6-му танковому корпусу и 251-й стрелковой дивизии к исходу дня овладеть рубежом Подъяблонька — Чупятино.

#### 12 — 18 августа
12 августа 6-й танковый корпус был передан в распоряжение 20-й армии. Наступая в междуречье Вазузы и Осуги корпус совместно с 251-й стрелковой дивизией к исходу 18 августа завязал бои на рубеже Лучково — Сады — Зеваловка — Печёра. Однако объединиться с плацдармом 331-й стрелковой дивизии, находившемся южнее, не удалось.

#### 19 — 23 августа
В ночь с 18 на 19 августа 6-я мотострелковая бригада с частями 6-го танкового корпуса начала выдвижение с восточного берега Вазузы для участия в разгроме Кармановской группировки противника. Корпус сосредотачивался в районе Буконтово, Бровцино, Козлово.
В 6-й мотострелковой бригаде сложилась тяжёлая ситуация с пополнением личным составом и вооружением:

Восстановлению боеспособности подлежали не только танковые бригады, но и 6-я мотострелковая. В боях она потеряла большую часть личного состава. Выбыли из строя по ранению комбриг полковник А. В. Комолов и его заместитель А. А. Гаев. 21 августа бригаду принял полковник И. Т. Есипенко, опытный командир, в Гражданскую войну дважды награждался почетным оружием.
К мотострелкам и поспешил Гетман, чтобы своими глазами убедиться, как идет восстановление боеспособности бригады. Старый служака Есипенко встретил командира корпуса рапортом, провел по своим позициям. Земляные работы — рытье траншей, окопов, сооружение блиндажей — заканчивались. Лишь на отдельных участках обороны трудились небольшие группы бойцов, маскируя срубленными хвойными ветками автомашины, минометы, артиллерию и другую технику.
Андрей Лаврентьевич остался доволен ходом работ на занимаемой бригадой позиции, но, когда садился в бронетранспортер, был озадачен вопросом, прозвучавшем на украинском языке: «Товарищу генерале, коли будемо поповнювати бригаду?»

Что мог ответить комкор? О сроках пополнения не только мотострелковой бригады, но и танковых бригад он и сам не знал. Знал лишь одно: без восстановления боеспособности корпус в бой не пошлют. Конечно, потом старался, чтобы все части стали полнокровными, обеспечены вооружением, пополнены людьми. К началу сентябрьского наступления бригада Есипенко имела в своём составе 496 штыков.— Виктор Прудников. Стальной ураган. — М.: «Эксмо», «Яуза» 2008.
.

#### после 23 августа
23 августа 1942 года официально считается датой окончания Первой Ржевско-Сычёвской операции. В этот день были взяты Зубцов и Карманово. Однако для 6-й танковой бригады, а значит и для 6-й мотострелковой бригады, сражение продолжилось.

#### 26 августа — 4 сентября
6-й танковый корпус был включён в состав подвижной группы генерала Тюрина. 27 августа корпус передал свой участок на плацдарме за рекой Вазуза 251-й стрелковой дивизии и передислоцировался в районе Подсосонье — Коротово — Васютники для участия в прорыве на Гжатск.
2 сентября началось наступление в ходе которого не удалось прорвать оборону противника и 4 сентября части были возвращены на исходные рубежи. После этого 6-я таковая бригада была переведена под Зубцов, где начала подготовку к операции «Марс».

### Участие вВторой Ржевско-Сычёвской операции(операция «Марс»)
Нам вновь предстояло форсировать Вазузу… а затем наступать на ту самую Сычёвку, к которой войска фронта не смогли прорваться в августе— Гетман А. Л. Танки идут на Берлин. — М.: «Наука», 1973.
.
На 24 ноября 1942 года в 6-й мотострелковой бригаде числилось 2538 человек. Бригада в составе 6-го танкового корпуса наступала в полосе 20-й армии Западного фронта.

#### 26 ноября
Рано утром 26 ноября (второй день операции) бригада начала выдвижение на плацдарм на реке Вазузе, куда прибыла к середине дня. К сожалению, в момент начала участия в активных боевых действиях в бригаде отсутствует командир бригады полковник Есипенко Илларион Тимофеевич и командование принимает военный комиссар бригады старший батальонный комиссар Рыбалко Евгений Фёдорович. В 15.00 6-й танковый корпус перешёл в наступление. 6-я мотострелковая бригада овладела деревней Холм-Березуйский и повернула на юг. При этом бригада понесла большие потери. Корпус перешёл к обороне. В это время немцы перебрасывали к участку прорыва части 27-го армейского корпуса из района Ржева и 9-ю танковую дивизию со стороны Сычёвки.

#### 27 ноября
27 ноября до конца дня 6-й танковый корпус оставался неподвижным на позициях у дороги Ржев-Сычевка. В течение дня он получил достаточно боеприпасов и топлива, чтобы возобновить наступление на следующий день.

#### 28 ноября
К утру 28 ноября частям 6-го танкового корпуса удалось пробиться за железную дорогу и соединиться с прорвавшимися частями 20-й и 3-й гвардейских кавдивизий. Однако в строю к тому моменту осталось только 20 танков (12 танков в 22-й и 8 танков в 200-й танковых бригадах). Советские танки вышли к позициям немецкой артиллерии, уничтожили артиллерийский штаб и два артиллерийских полка, перерезали железную дорогу Ржев — Сычёвка и достигли рубежа Соустово, Азарово, Никишино, где были остановлены подоспевшими немецкими резервами. К исходу дня советские войска продвинулись вперёд ещё на 20 км.

#### 29 ноября
В ночь на 29 ноября немцы нанесли удар с двух сторон по флангам и в тыл прорвавшейся советской группировки. С севера атаковали части 27-го армейского корпуса, с юга — 39-го танкового. Они закрыли брешь в обороне на участке Ложки, Никишево. В результате находившиеся западнее железной дороги Ржев — Сычёвка ослабленные в боях части 2-го кавалерийского корпуса, 22-й и 200-й танковых бригад, батальон 6-й мотострелковой бригады, остатки самокатно-мотоциклетной бригады оказались в окружении.
С утра 29 ноября советские войска пытались овладеть деревней Большое Кропотово, но результата в течение дня не добились. Немецкое командование получило возможность вновь занять вторую полосу обороны переброшенными из резерва соединениями. Было принято решение развернуть 6-й танковый корпус и атаковать Малое Кропотово с запада. В 8.00 6-й танковый корпус в составе 23 танков T-34 с остатками 6-й мотострелковой бригады атаковал Малое Кропотово с запада и захватил его к 9.00, потеряв 18 танков и более 50 % личного состава. Оставшиеся несколько танков атаковали на последних литрах горючего и в захваченной деревне сразу же были вкопаны в землю в качестве неподвижных огневых точек. Уже через 30—40 минут с востока в Малое Кропотово вошёл стрелковый полк 20-й гвардейской стрелковой дивизии. Связь между подвижной группой фронта и частями 20-й армии была восстановлена.

#### 30 ноября
В 10.00 30 ноября две немецкие боевые группы контратаковали захватившие Малое Кропотово части 6-го танкового корпуса. Части 20-й гвардейской стрелковой дивизии и 6-го танкового корпуса были выбиты из деревни. В ходе боя были уничтожены последние 5 танков атаковавших деревню несколько часов назад частей корпуса П. Армана. 30 ноября кавалеристы 20-й кавдивизии сделали попытку соединиться с основными силами 20-й армии. Они попытались атаковать с запада опорные пункты немцев на второй полосе обороны, но успеха не имели.

#### 5 декабря
5 декабря остававшиеся на плацдарме части 2-го гвардейского кавалерийского корпуса и остатки 6-го танкового корпуса были выведены на восточный берег Вазузы для пополнения. Ночью 20-я армия перешла к обороне.

#### Итог
Несмотря на то, что 6-я мотострелковая бригада принимала участие в боях лишь 10 дней, для бригады это были очень тяжёлые дни.
О накале боёв говорит «Именной список выбывшего командно-начальствующего состава 6-й мотострелковой бригады с 25.11.42 по 01.12.42», где на 30 ноября в числе погибших, пропавших без вести и раненых указаны: командир бригады, зам. командира бригады, начальник штаба, помощник начальника штаба по разведке, помощник начальника штаба по спецсвязи, старший инструктор политотдела, офицер связи, помощник начальника политотдела по КСМ. По сути, за один день из строя вышло большинство командного состава бригады.
1 января 1943 года бригада в составе 6-го танкового корпуса выводится в резерв фронта в район станции Шаховская на доукомплектование материальной частью и личным составом.

### Старорусская операция
Постановлением ГКО от 4 января 1943 года на базе полевого управления 29-й общевойсковой армии в тылу Северо-Западного фронта формировалась 1-я танковая армия (второго формирования). 6-я мотострелковая бригада, в составе 6-го танкового корпуса, была включена в состав армии. Формирование армии проходило в исключительно сложных условиях: ближайшая база снабжения находилась в 250 километрах, а срок готовности был установлен 17 февраля. Отдельно стоит упомянуть тяжелейшие погодные условия. Маршал Бабаджанян, командовавший 3-й механизированной бригадой, вспоминал:

Формирование и сосредоточение армии, осуществлялось в исключительно тяжёлых условиях, в том числе и метеорологических, лесисто-болотистой местности, бедной даже грунтовыми дорогами. Высота снежного покрова достигала человеческого роста. Лютый сорокаградусный мороз внезапно чередовался со снегопадами и метелями… Красноармейцы были измучены до предела, но героическими усилиями всего личного состава 1-я танковая армия постепенно сосредоточивалась в районах назначения.
Старорусская операция проводилась с 4 по 19 марта и несмотря на большие потери не достигла поставленных целей. В результате практически безрезультатных наступательных действий не были созданы условия для ввода крупных танковых соединений в бой. В результате было принято решение о переброске частей 1-й таковой армии на харьковское направление, где создалось угрожающее положение.
Несмотря на официальное участие 6-й мотострелковой бригады в Старорусской операции реально она не принимала участия в боях с противником.

### Курская стратегическая оборонительная операция
Можно утверждать, что участие в Курской стратегической оборонительной операции 6-я мотострелковая бригада, в составе 6-го танкового корпуса, приняла на пять месяцев раньше официального начала операции. Дело в том, что в марте 1943 1-я танковая армия генерала Катукова (3-й механизированный, 6-й танковый корпуса, 100-я отдельная танковая бригада, четыре отдельных танковых полка; всего 631 танк) принимала участие в прикрытии Обояни севернее Белгорода, куда пыталась прорваться 4-я танковая армия генерала-полковника Германа Гота. Однако в ходе боёв 18 и 19 марта немцы были остановлены на рубеже деревни Яковлево и в этот раз 6-я мотострелковая бригада осталась без работы.

## Подчинение[16]
| Дата            | Фронт (округ)     | Армия              | Корпус              | Примечания |
| --------------- | ----------------- | ------------------ | ------------------- | ---------- |
| 01.05.1942 года | ПриВО             | -                  | -                   | -          |
| 01.06.1942 года | Западный фронт    | -                  | 6-й танковый корпус | -          |
| 01.07.1942 года | Западный фронт    | -                  | 6-й танковый корпус | -          |
| 01.08.1942 года | Западный фронт    | -                  | 6-й танковый корпус | -          |
| 01.09.1942 года | Западный фронт    | 20-я армия         | 6-й танковый корпус | -          |
| 01.10.1942 года | Западный фронт    | -                  | 6-й танковый корпус | -          |
| 01.11.1942 года | Западный фронт    | -                  | 6-й танковый корпус | -          |
| 01.12.1942 года | Западный фронт    | -                  | 6-й танковый корпус | -          |
| 01.01.1943 года | Западный фронт    | -                  | 6-й танковый корпус | -          |
| 01.02.1943 года | Западный фронт    | -                  | 6-й танковый корпус | -          |
| 01.03.1943 года | Западный фронт    | 1-я танковая армия | 6-й танковый корпус | -          |
| 01.04.1943 года | РВГК              | 1-я танковая армия | 6-й танковый корпус | -          |
| 01.05.1943 года | Воронежский фронт | 1-я танковая армия | 6-й танковый корпус | -          |
| 01.06.1943 года | Воронежский фронт | 1-я танковая армия | 6-й танковый корпус | -          |
| 01.07.1943 года | Воронежский фронт | 1-я танковая армия | 6-й танковый корпус | -          |
| 01.08.1943 года | Воронежский фронт | 1-я танковая армия | 6-й танковый корпус | -          |
| 01.09.1943 года | Воронежский фронт | 1-я танковая армия | 6-й танковый корпус | -          |
| 01.10.1943 года | РВГК              | 1-я танковая армия | 6-й танковый корпус | -          |

## Состав (по штату № 010/370)
- три мотострелковых батальона
- миномётный дивизион
- артиллерийский дивизион
- разведывательная рота
- зенитно-артиллерийский дивизион
- рота ПТР
- медико-санитарный взвод
- транспортная рота

На 24 ноября 1942 года личный состав бригады насчитывал 2538 человек.
По штату отдельной стрелковой бригаде полагалось: 4197 человека личного состава; 12 76,2-мм пушки; 12 45-мм противотанковые пушки; 8 120-мм, 24 82-мм и 24 50-мм миномёта; 109 ручных и 36 станковых пулеметов.
В соответствии с Поставновлением ГОКО-2791сс от 28 января 1943 года по штату 010/420 личный состав бригады должен был насчитывать 3215 человек. На 6 июля 1943 года личный состав бригады насчитывал 3212 человек, из них активных штыков — 1441.

## Командование

### Командиры бригады
- Цукарев, Самуил Ильич, полковник — (17.04.1942 — 19.04.1942).
- Комолов, Агафон Никитович, полковник — (19.04.1942 — 20.08.1942)
- Савранский, Иосиф Исаакович, подполковник — (20.08.1942 — 26.11.1942)[21]
- Рыбалко, Евгений Фёдорович, старший батальонный комиссар — (25.11.1942 — 30.11.1942)
- Ющук, Иван Иванович, подполковник — (01.12.1942 — 11.12.1942)
- Савранский, Иосиф Исаакович, подполковник — (11.12.1942 — 15.05.1943)
- Елин, Иван Павлович, полковник — (08.05.1943 — 25.10.1943)

### Начальники штаба бригады
- Жаворонков, Иван Васильевич, майор.
- Барташ, Пётр Дмитриевич, майор.
- Полосухин, Владимир Иванович, подполковник.
- Брекин, Сергей Федотович, капитан / майор (4.1943);
- Бельков, Михаил Сергеевич, подполковник (с 5.1943);
- Корольков, Николай Петрович, майор

### Военные комиссары бригады
- Марков, Василий Яковлевич, старший батальонный комиссар

с 09.10.1942 г. — заместители командира бригады по политической части
- Рыбалко, Евгений Фёдорович, старший батальонный комиссар.
- Прокопенко, Николай Николаевич